# Lycianthes tricolor
Lycianthes tricolor là loài thực vật có hoa trong họ Cà. Loài này được (Sessé & Moc. ex Dunal) Bitter mô tả khoa học đầu tiên năm 1919.